# Universität Valencia
Die Universität Valencia (Katalanisch und offiziell: Universitat de València; Spanisch: Universidad de Valencia) ist eine große spanische Universität mit Sitz in der Stadt Valencia. Die Universität Valencia hatte 2013 ein Budget von 323 Millionen Euro mit insgesamt 58.500 Studenten, 3.500 wissenschaftlichen und 1.700 sonstigen Angestellten.
Die Universität ist Mitglied des Netzwerks katalanischsprachiger Hochschulen Institut Joan Lluís Vives sowie der EUA. Derzeitige Rektorin der Universität ist Vicenta Mestre Escrivà.

## Geschichte
Im Jahr 1245 initiierte der spanische König Jakob I. eine Hohe Schule in Valencia, welche die in der muslimischen Zeit vorher dezentral organisierten städtischen und kirchlichen Ausbildungsstätten der Stadt zusammenführte. Diese bestand jedoch nach einem Versuch einer Vereinigung kirchlicher und städtischer Schulen 1412 (Estudi general) nur bis ins Jahr 1416.
Im Jahr 1498 wurde der valencianische Architekt Pere Compte beauftragt, das heutige Carrer de la Universitat als Universitätsgebäude zu entwerfen, für welches am 30. April 1499 Richtfest gefeiert wurde. Dieses Datum wird allgemein als Gründungsdatum der Universität Valencia angesehen. Die offizielle Eröffnung der Universität erfolgte am 13. Oktober 1502 nach abgeschlossener Ratifizierung durch Papst Alexander VI. und König Ferdinand II. im Jahr 1501.
Im Jahre 1808 erlitten einige der Universitätsgebäude teilweise erheblichen Schaden während der Belagerung und Bombardierung der Stadt durch napoleonische Truppen. Die alte Universitätsbibliothek Valencia wurde fast vollständig zerstört (lediglich Aula und Kapelle blieben erhalten) und wurde im 19. Jahrhundert wieder aufgebaut.
1844 ging die Universität in staatliche Trägerschaft über. Während dieser Zeit wurden sukzessiv Hochschuleinrichtungen vom Campus Tarongers auf den neu entstandenen Campus Blasco Ibáñez verlagert; in der zweiten Hälfte des 20. Jahrhunderts entstand der Campus Burjassot-Paterna am Nordwestrand der Stadt.
Nennenswert unter den Universitätsgebäuden ist die ursprünglich 1498 von Pere Compte gebaute und 1736 im Barockstil rekonstruierte Universitätskapelle Mare de Déu de la Sapiència chapel, welche auch zahlreiche Wandgemälde enthält und erst kürzlich eine umfangreiche Restaurierung erhielt.

## Gliederung
Die Universität gliedert sich in 92 Departements und 16 Forschungsinstitute.

### Campus Tarongers
- Sozialwissenschaftliche Fakultät
- Rechtswissenschaftliche Fakultät

### Campus Blasco Ibáñez
- Gesundheitswissenschaftliche Fakultät
- Humanwissenschaftliche Fakultät
- Erziehungswissenschaftliche Fakultät

### Campus Burjassot-Paterna
(am nordwestlichen Stadtrand Valencias gelegen)
- Naturwissenschaftliche, technische und ingenieurswissenschaftliche Fakultäten
- Technischer Campus

Daneben unterhält die Universität ein astronomisches Observatorium; ein Botanischer Garten der Universität Valencia ist sehr bekannt.

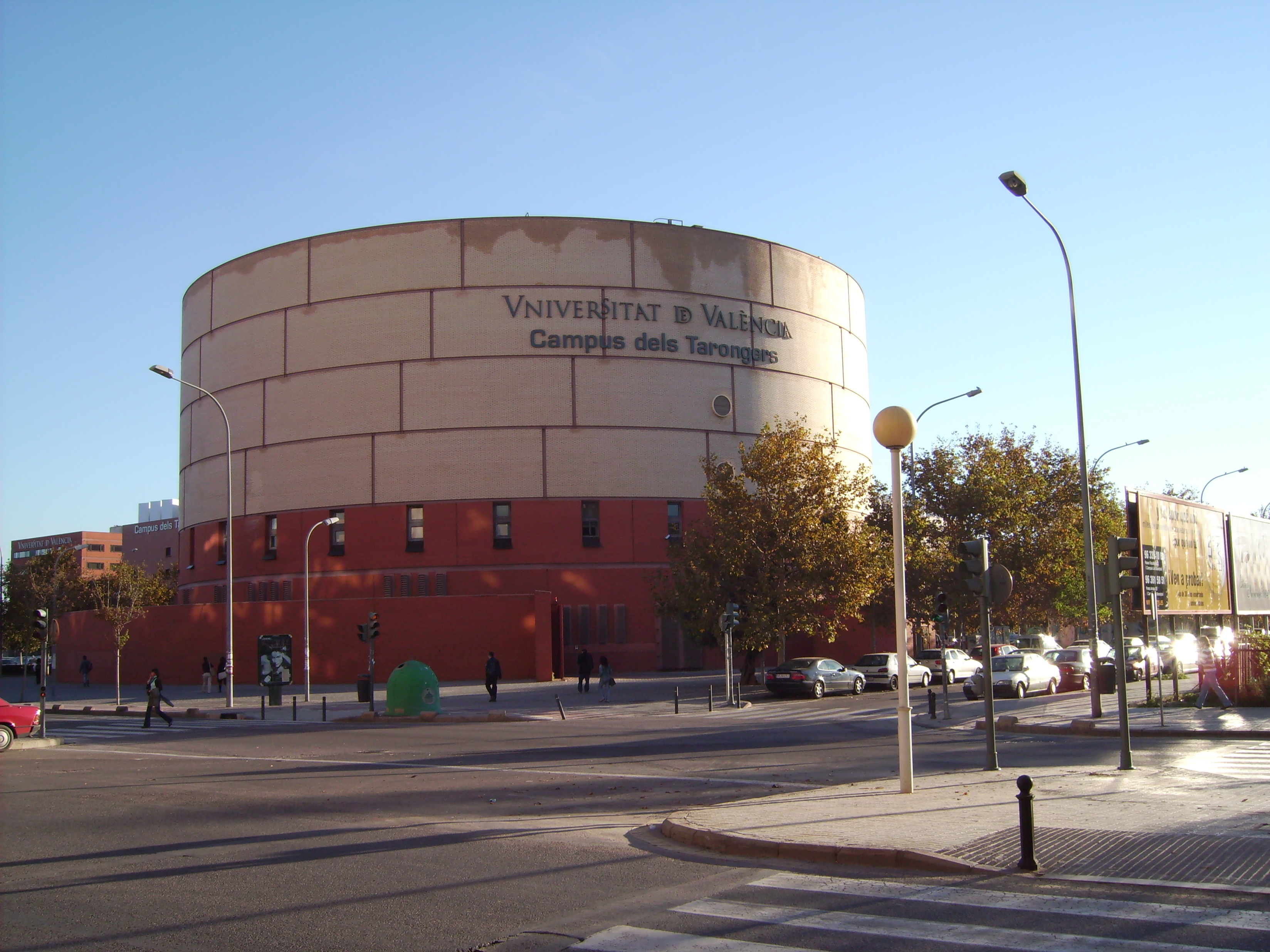
Campus Tarongers
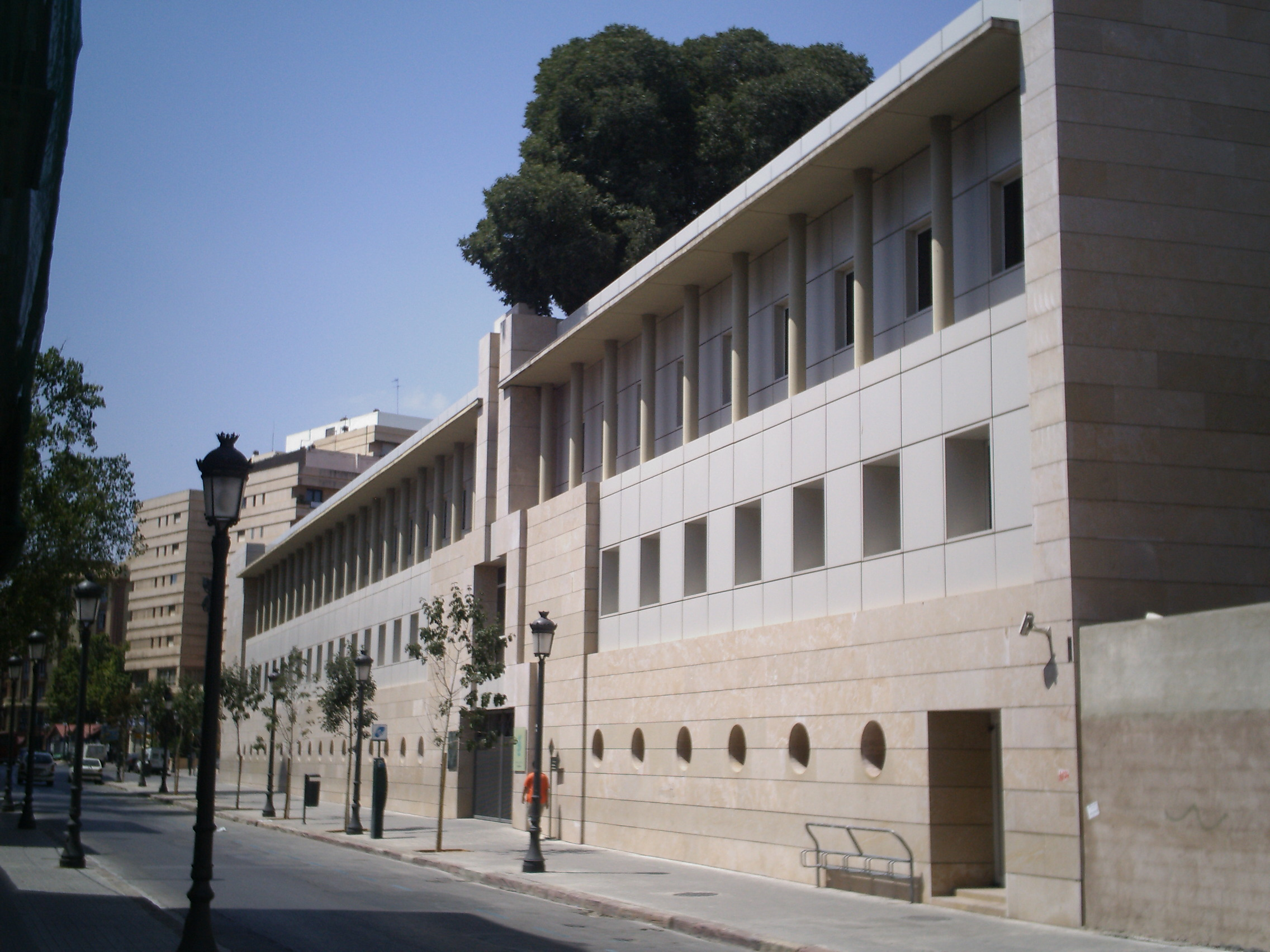
Botanischer Garten
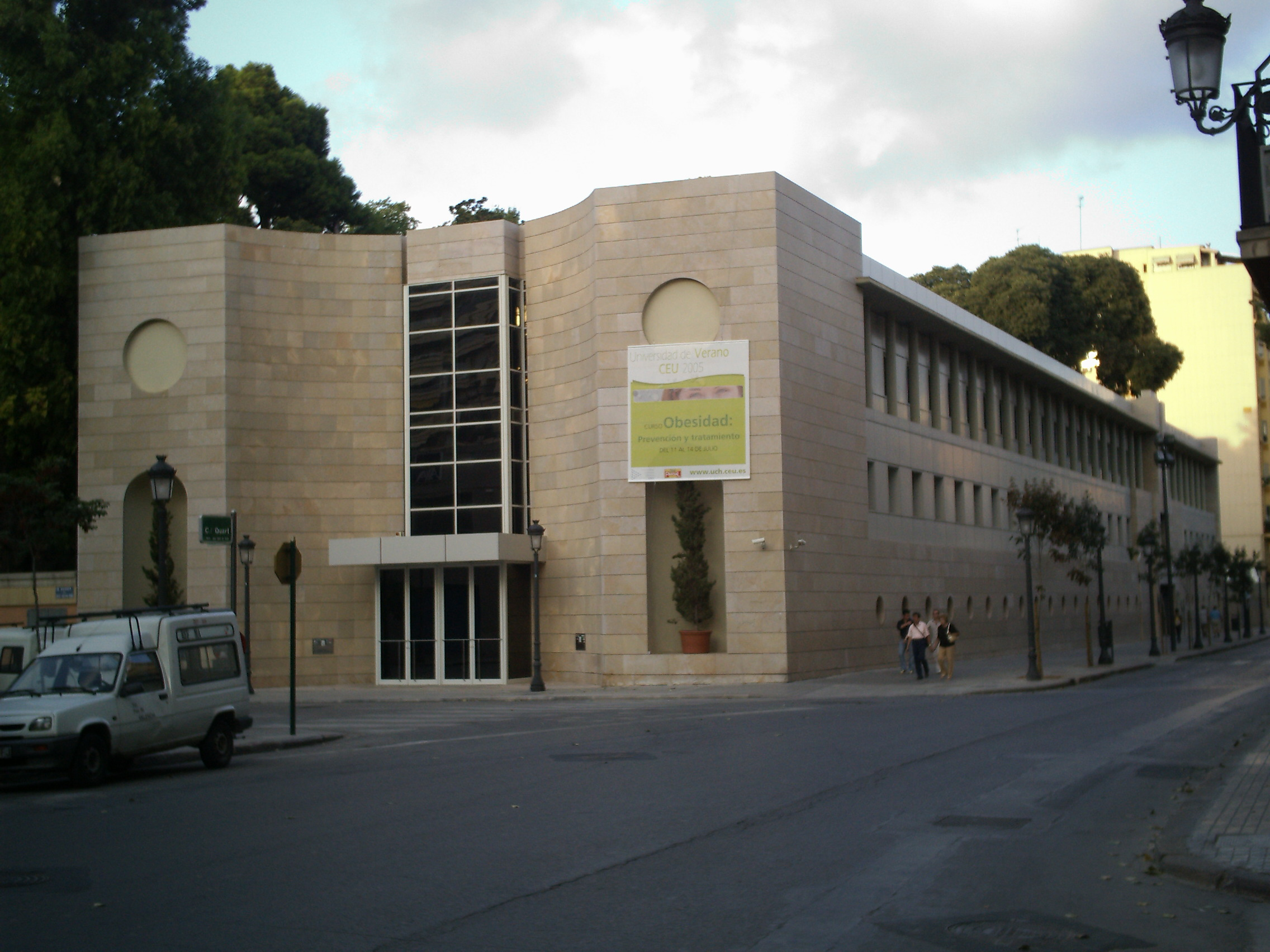
Botanischer Garten

## Bekannte Dozenten
- Albert Hauf (* 1938), Philologe

## Berühmte Absolventen
- Pío Baroja (1872–1956), Schriftsteller
- Josep Antoni Cavanilles (1745–1804), Naturwissenschaftler
- Baptista Coratjà (1661–1741), Naturwissenschaftler
- Honorat Joan i Escrivà (1507–1566), Humanist
- Gregori Mayans (1699–1781), Historiker
- Francesco Pérez I Baier
- Simón de Rojas (1552–1624), Humanist
- Simon de Rojas Clemente y Rubio (1777–1827), Humanist
- Bernat Soria (* 1951), Politiker
- Tomás Vicente Tosca (1651–1723), Mathematiker
- Joan Lluís Vives (1492–1540), Humanist und Philosoph